# SU-101/102

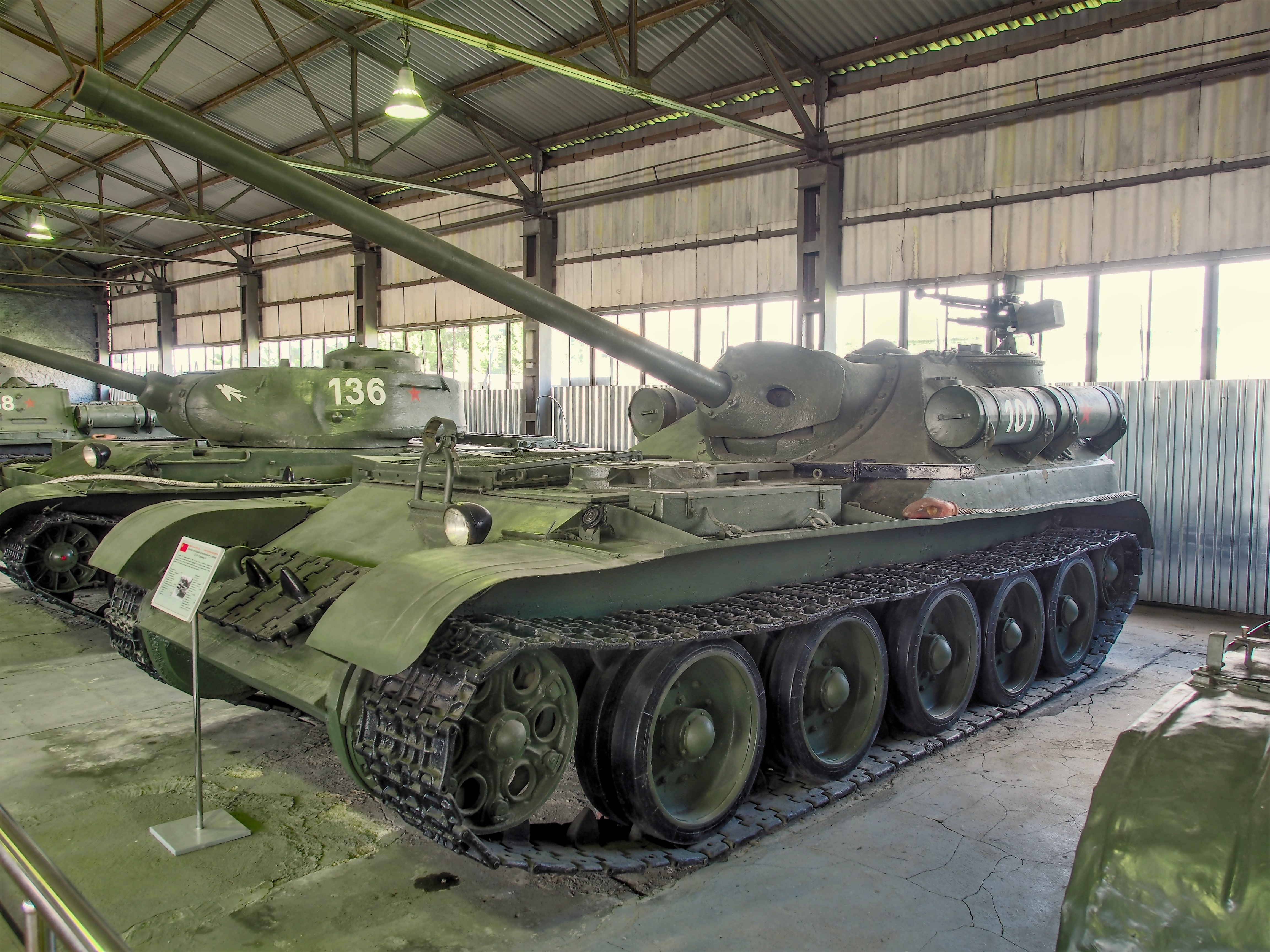
クビンカ戦車博物館に収蔵・展示されているSU-101 "Uralmash-1"
（2016年8月の撮影）

SU-101/SU-102 "Uralmash-1"(ロシア語: СУ-101/102 "Уралмаш-1")は、ソビエトで開発された試作自走砲である。
"Uralmash-1"とは開発を担当した“ウラル重機工場設計局(Urals’kiy Zavod Tyazhelogo Mashinostroyeniya)”から取られたものである。

## 開発
第二次世界大戦中にT-34戦車の自走砲型として開発されたSU-85の武装強化版であるSU-100自走砲は、高性能だったが車体の前端に長砲身のカノン砲を搭載する形式ゆえ、ノーズヘビーが酷く、特に走行装置関連にいくつかの問題を抱えていた。そこでウラル設計局の技師N.V.クーリン(Н. В. Курин)(ロシア語版)は後継となる5つの設計案を技術審査委員会に提出した。
クーリンの提出した案は以下のとおりである。
"SU-122P"
SU-100に122 mm D-25S戦車砲を搭載した案。
"ESU-100"
SU-100を電気駆動式トランスミッションとした案。
"SU-100M1"
T-34の車体に後部戦闘室を設けてD-10S 100 mm 戦車砲を搭載した案。
"SU-100M2"
T-44の車体に後部戦闘室を設けてD-10S 100 mm 戦車砲を搭載した案。
"SU-122-44"
T-44の車体にSU-100同様の前部戦闘室とD-25-44S 122 mm 戦車砲を搭載した案。
これらの案の中から技術審査委員会はSU-100M2とSU-122-44を有望とし、設計の完成、図面の作成および試作車輌の製造を命じた。なお、SU-100M1/2について、当時の文書には「フェルジナント（自走砲）のような(по типу Фердинанда)」との説明が散見されており、SU-100M1/2の戦闘室を後部に配置したデザインには1943年7月の“クルスクの戦い”でその重装甲と重武装からソビエト軍に大きな衝撃を与えたフェルディナント重駆逐戦車（エレファント重駆逐戦車）の影響があることが推察される。
上記2車種のうち、SU-122-44はSU-100と同様にノーズヘビーな故にすぐ開発中止になった。これにより、開発計画はSU-100M2に一本化され、"Uralmash-1(Уралмаш-1)"の名称が与えられて1945年5月1日に正式に発注された。"Uralmash-1"の名は1943年に開発された別の自走砲計画に使われていたが、そちらは計画が凍結されたため、改めてこちらに使用された。
SU-100M2は戦闘室の形状や構成、操縦席の位置などに改修を加えられ、1945年3月から4月にかけてUralmash-1として2種類の試作車輌が製造された。100 mm D-10S戦車砲型は“SU-101”、もう一方の122 mm D-25S戦車砲型は“SU-102”である。後方に戦闘室を配置したことにより、SU-100の問題点だったフロントヘビーや操縦性の悪さは解消されていた。また、装甲は正面90mm、側面75mm、背面45mmをそれぞれ有しており、傾斜を加味すればIS-2やISU-152を上回る防御性能を有していた。
これら2両はドイツとの戦争が終結した1945年の夏から秋にかけて各種試験が行われ、備砲の威力や装甲防御力といった面で高い性能を示したが、しかし、欠点もあった。まず、エンジンの冷却面に問題があり、エンジンの出力発揮に悪影響を及ぼした上、周囲への放熱が酷く、特に隔壁越しでもエンジンの隣に座っている操縦手への影響が大きく、夏場は“地獄のような暑さ”になったとされている。さらなる欠点は戦闘室の高さと正面投影面積を低く小さく抑えたゆえの居住性の悪さで、砲の操作や砲弾の装填に難があり、通気や各部の視察装置から得られる視界が不十分で、SU-102に搭載された122 mm D-25S戦車砲はSU-102の車格と車重では反動を抑えきれない上、発砲時の砲口衝撃波が視察装置や戦闘室上の対空機銃などの車外装備品に損傷を与える事が判明し、車体の設計そのものに構造上の欠陥があるとされた。
だが、クーリンを始め設計者たちはこれらの問題は解決可能と考えており、試作車輌の問題を修正して大量生産に入る予定だった。しかし、ドイツとの戦争が終結した事で新規に自走砲を大規模に戦力整備する必要が無くなったことや、T-44戦車の発展形として新設計の回転砲塔に100mm戦車砲を搭載したT-44V（後のT-54）が開発されたことから、Uralmash-1は既に存在意義がないと判断され、試作段階で不採用となった。

## その後
SU-101の試作車両はモスクワのクビンカ戦車博物館に収蔵されて保存され、2020年現在も展示されている。

## ギャラリー

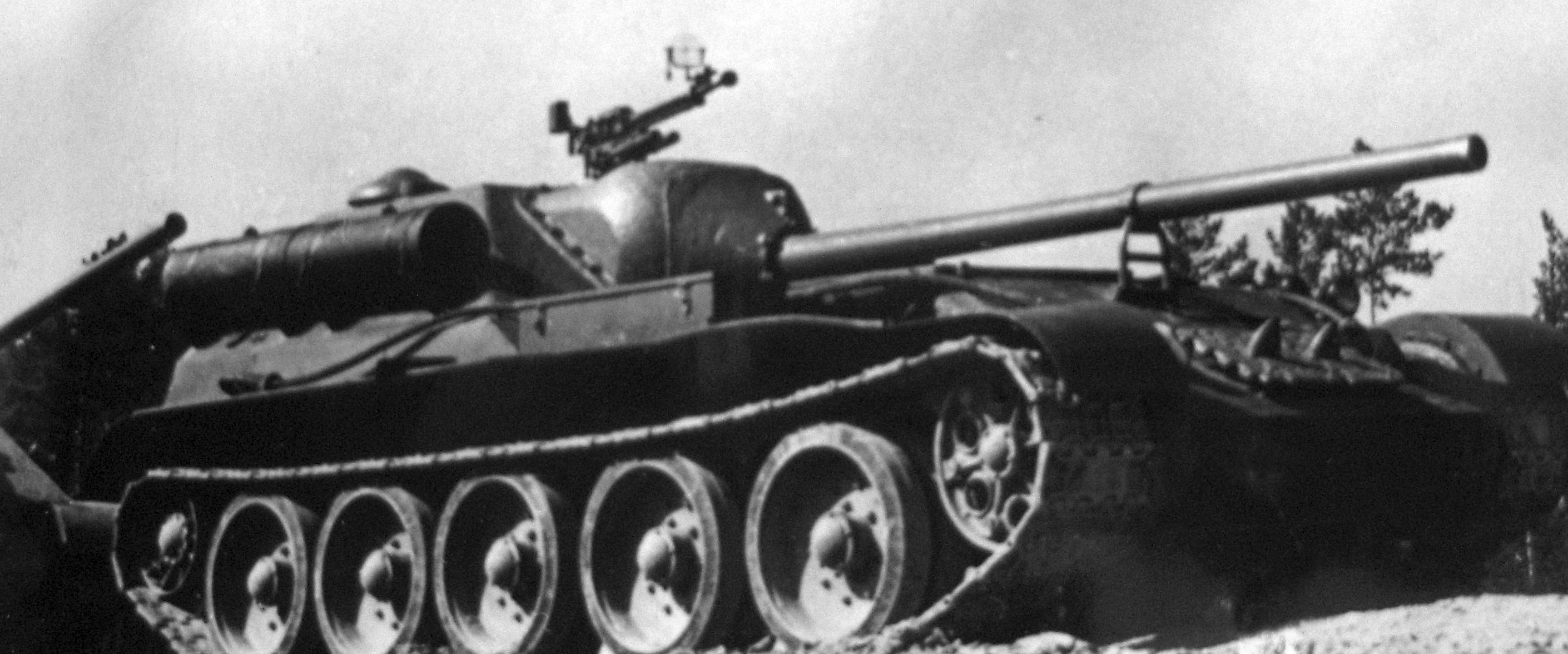
試験中のSU-101
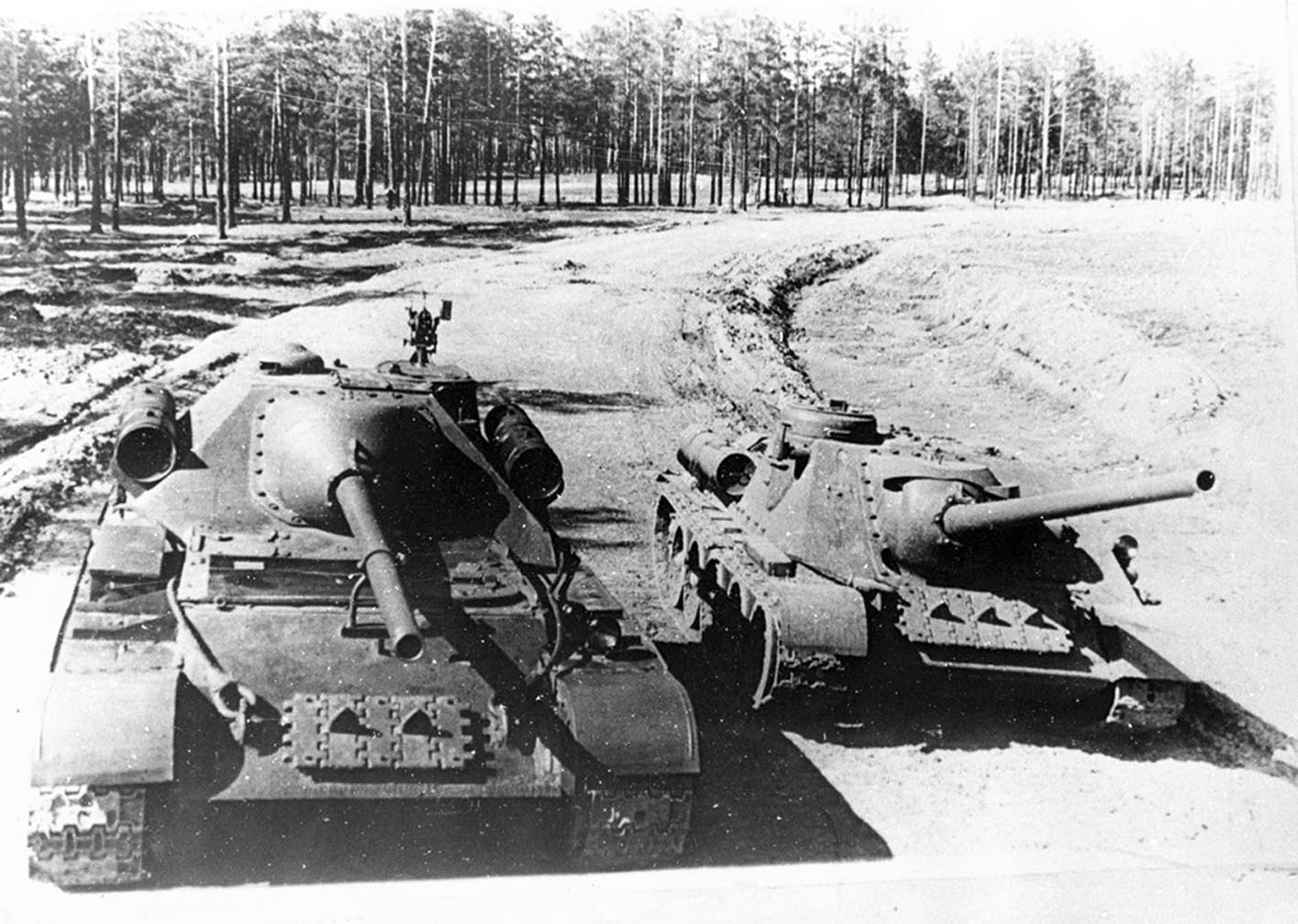
SU-101 正面より 右隣の車両はSU-100